# Eupithecia sublineata
Eupithecia sublineata är en fjärilsart som beskrevs av Taylor 1906. Eupithecia sublineata ingår i släktet Eupithecia och familjen mätare. Inga underarter finns listade i Catalogue of Life.